# Dicranophragma (Dicranophragma) distans
Dicranophragma (Dicranophragma) distans is een tweevleugelige uit de familie steltmuggen (Limoniidae). De soort komt voor in het Oriëntaals gebied.